# Anacroneuria lacunosa
Anacroneuria lacunosa is een steenvlieg uit de familie borstelsteenvliegen (Perlidae). De wetenschappelijke naam van de soort is voor het eerst geldig gepubliceerd in 1926 door Navás.